# Kom, o, helge Ande, kom
Kom, o, helge Ande, kom är en sång med text från 1883 av Charles Fry och musik av J R Thomas. Sången översattes 1912 till svenska av Erland Richter.

## Publicerad i
- Frälsningsarméns sångbok 1929 som nr 164 under rubriken "Helgelse - Bön om helgelse och Andens kraft".
- Musik till Frälsningsarméns sångbok 1930 som nr 164.
- Frälsningsarméns sångbok 1968 som nr 187 under rubriken "Helgelse".
- Frälsningsarméns sångbok 1990 som nr 429 under rubriken "Helgelse".